# Arquidiócesis de Siena-Colle di Val d'Elsa-Montalcino
La arquidiócesis de Siena-Colle di Val d'Elsa-Montalcino (en latín: Archidioecesis Senensis-Collensis-Ilcinensis y en italiano: Arcidiocesi di Siena-Colle di Val d'Elsa-Montalcino) es una circunscripción eclesiástica de la Iglesia católica en Italia. Se trata de una arquidiócesis latina, sede metropolitana de la provincia eclesiástica de Siena-Colle di Val d'Elsa-Montalcino. Desde el 6 de mayo de 2019 su arzobispo es el cardenal Augusto Paolo Lojudice.

## Territorio y organización

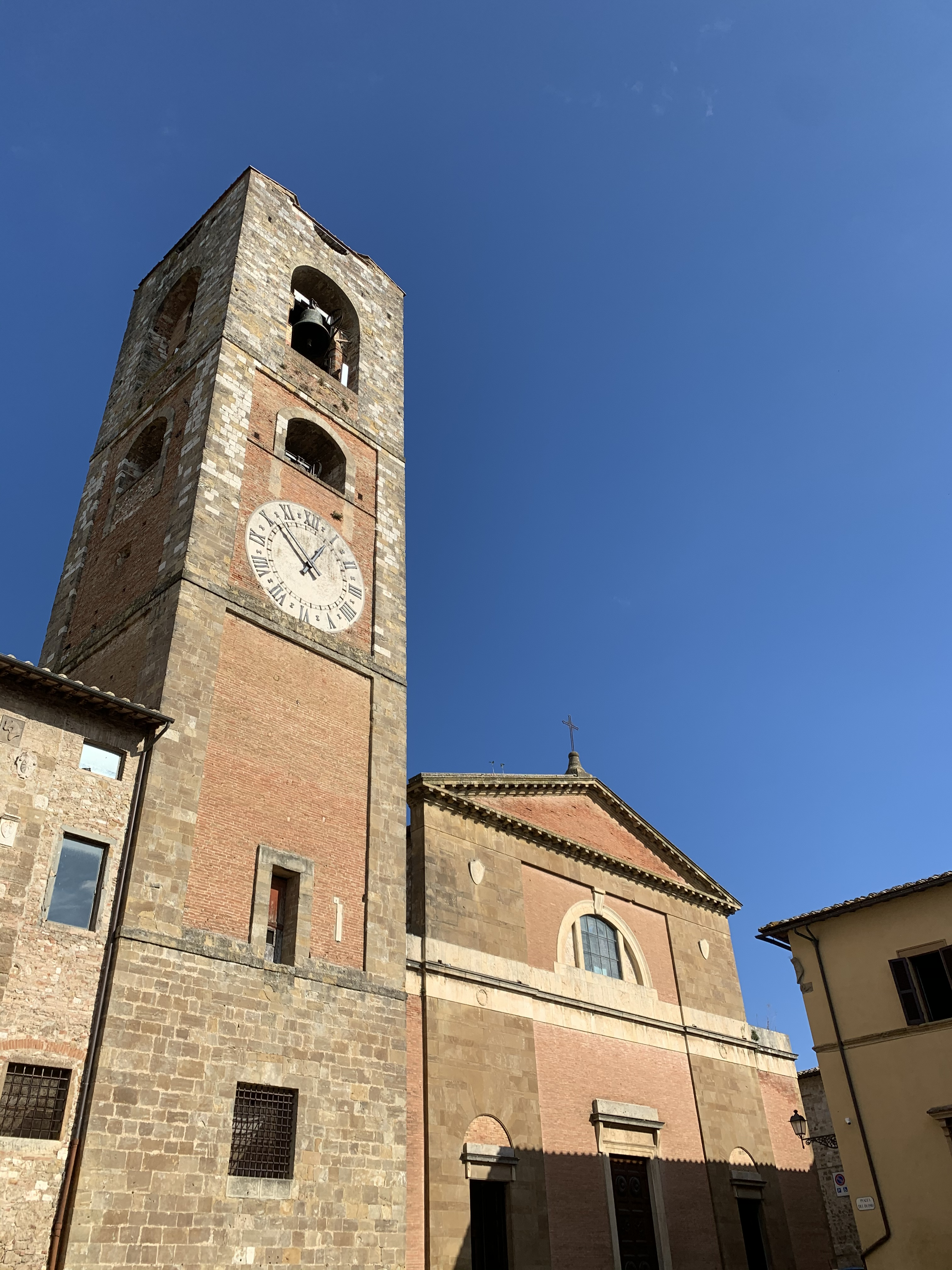
Concatedral de los Santos Alberto y Marcial, en Colle di Val d'Elsa

La arquidiócesis tiene 2265 km² y extiende su jurisdicción sobre los fieles católicos de rito latino residentes en parte de la región de Toscana comprendiendo:
- en la provincia de Siena las comunas de: Asciano (a excepción de cuatro parroquias, pertenecientes a la abadía territorial de Monte Oliveto Maggiore), Buonconvento, Casole d'Elsa (en parte), Castellina in Chianti (la mayor parte), Castelnuovo Berardenga (en parte), Castiglione d'Orcia, Chiusdino, Colle di Val d'Elsa, Montalcino (la mayor parte), Monteroni d'Arbia, Monteriggioni, Monticiano, Murlo, Poggibonsi (la mayor parte), San Gimignano (la mayor parte), San Quirico d'Orcia, Siena y Sovicille;
- en la provincia de Grosseto las comunas de: Civitella Paganico (la mayor parte), Cinigiano (la mayor parte), Castel del Piano, Seggiano y Arcidosso (en parte).

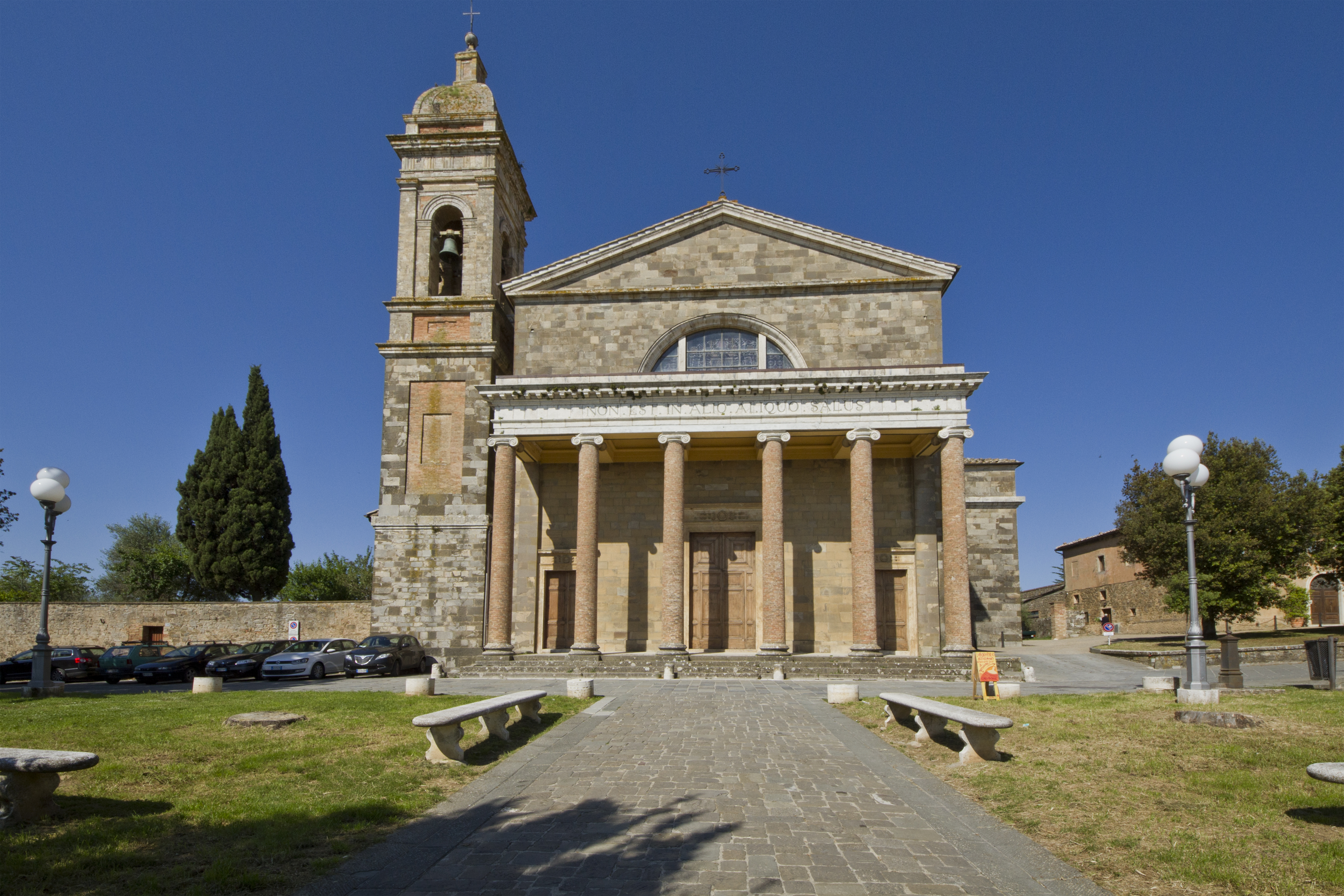
Concatedral del Santísimo Salvador, en Montalcino

La sede de la arquidiócesis se encuentra en la ciudad de Siena, en donde se halla la Catedral de Santa María Asunta. En Colle di Val d'Elsa se halla la Concatedral de los Santos Alberto y Marcial y en Montalcino la Concatedral del Santísimo Salvador. En el territorio diocesano se encuentran las basílicas de:
- Basílica de Santo Domingo, en Siena;
- Basílica de San Bernardino (llamada de la Observancia), en Siena;
- Basílica de Santa María dei Servi, en Siena;
- Basílica de San Francisco, en Siena;
- Basílica colegiata de Santa María Asunta, en San Gimignano;
- Basílica de Santa Águeda, en Asciano.

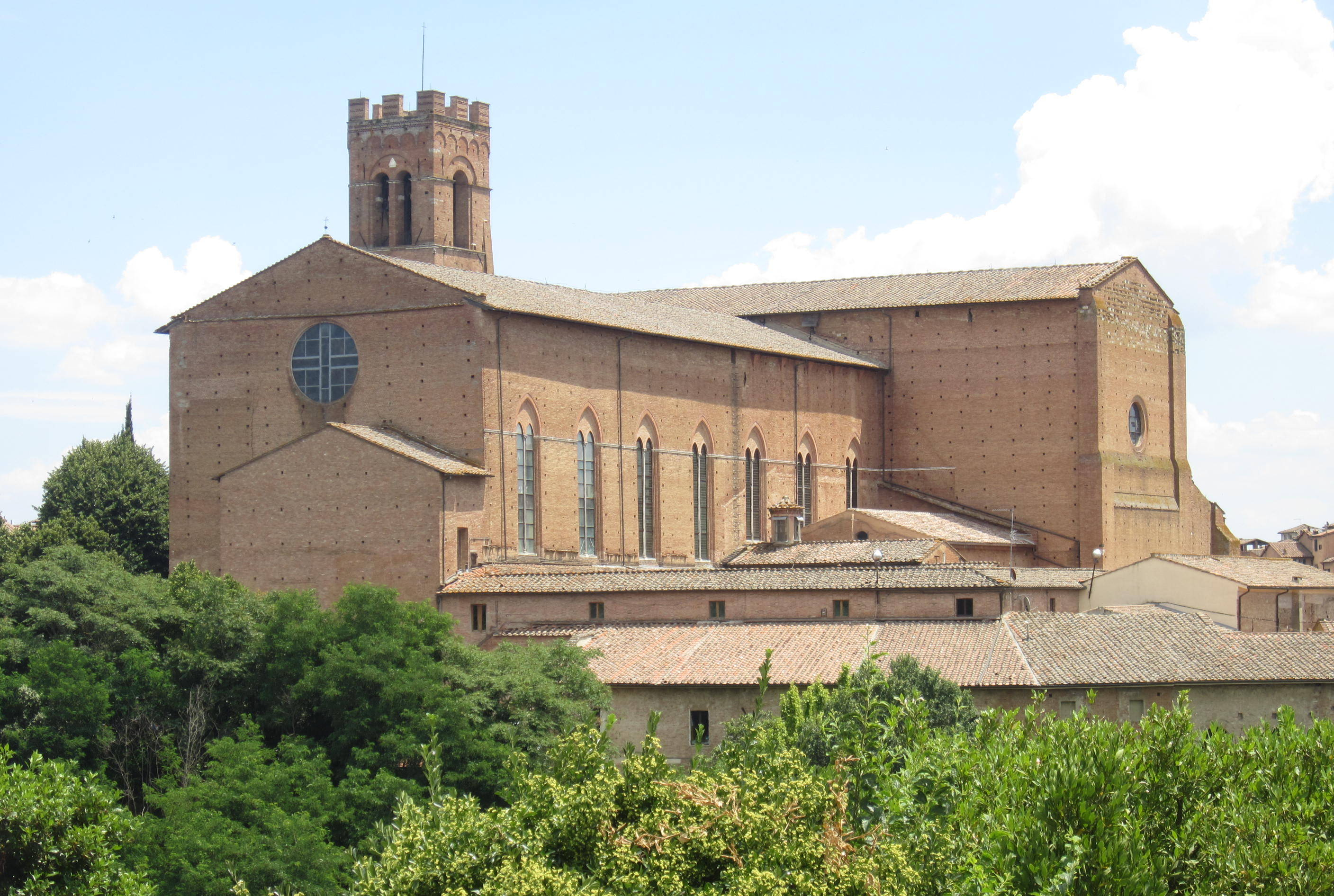
Basílica de Santo Domingo, en Siena

En 2022 en la arquidiócesis existían 139 parroquias.

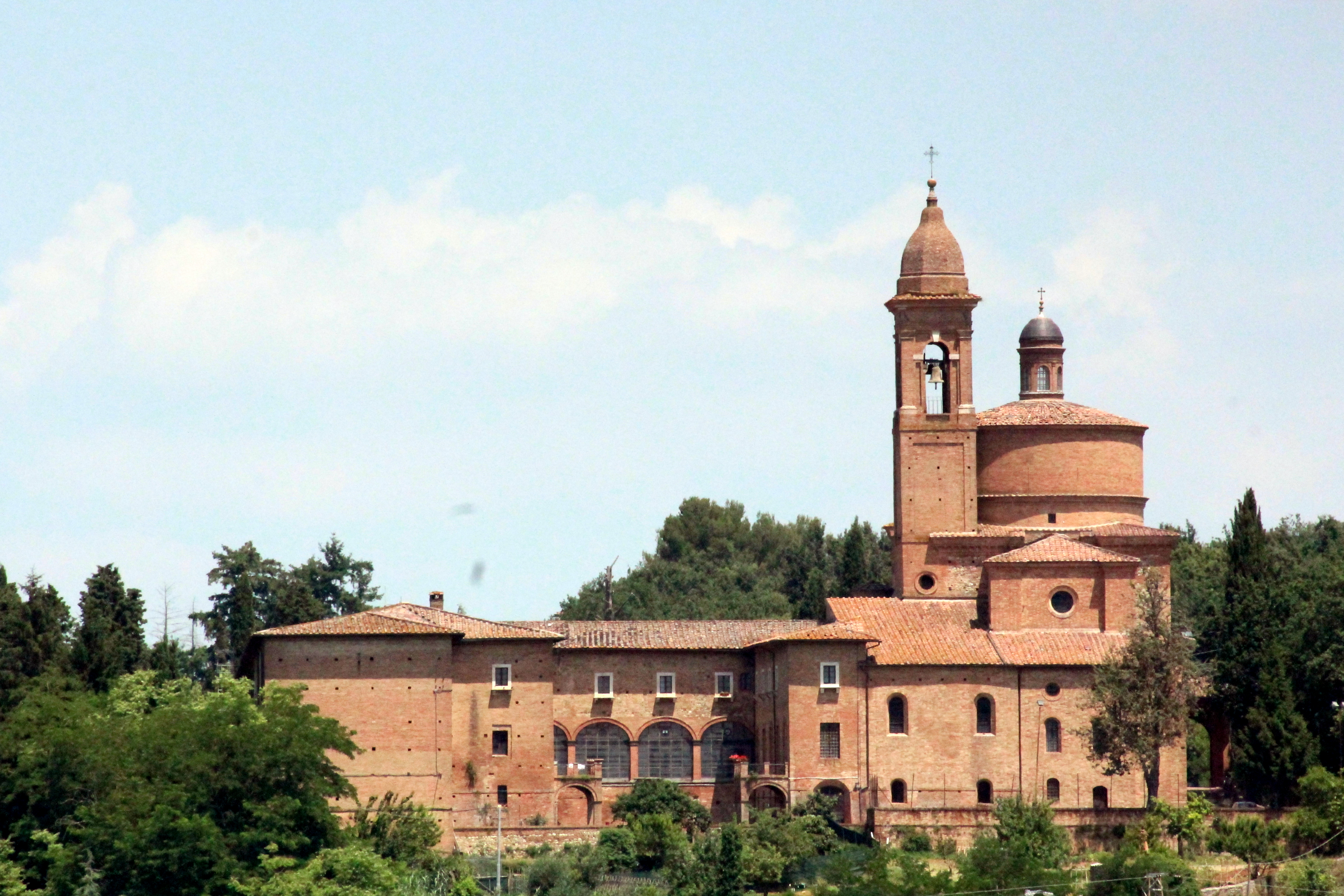
Basílica de San Bernardino o de la Observancia, en Siena

La arquidiócesis tiene como sufragáneas a las diócesis de: Grosseto, Massa Marittima-Piombino, Montepulciano-Chiusi-Pienza y Pitigliano-Sovana-Orbetello.

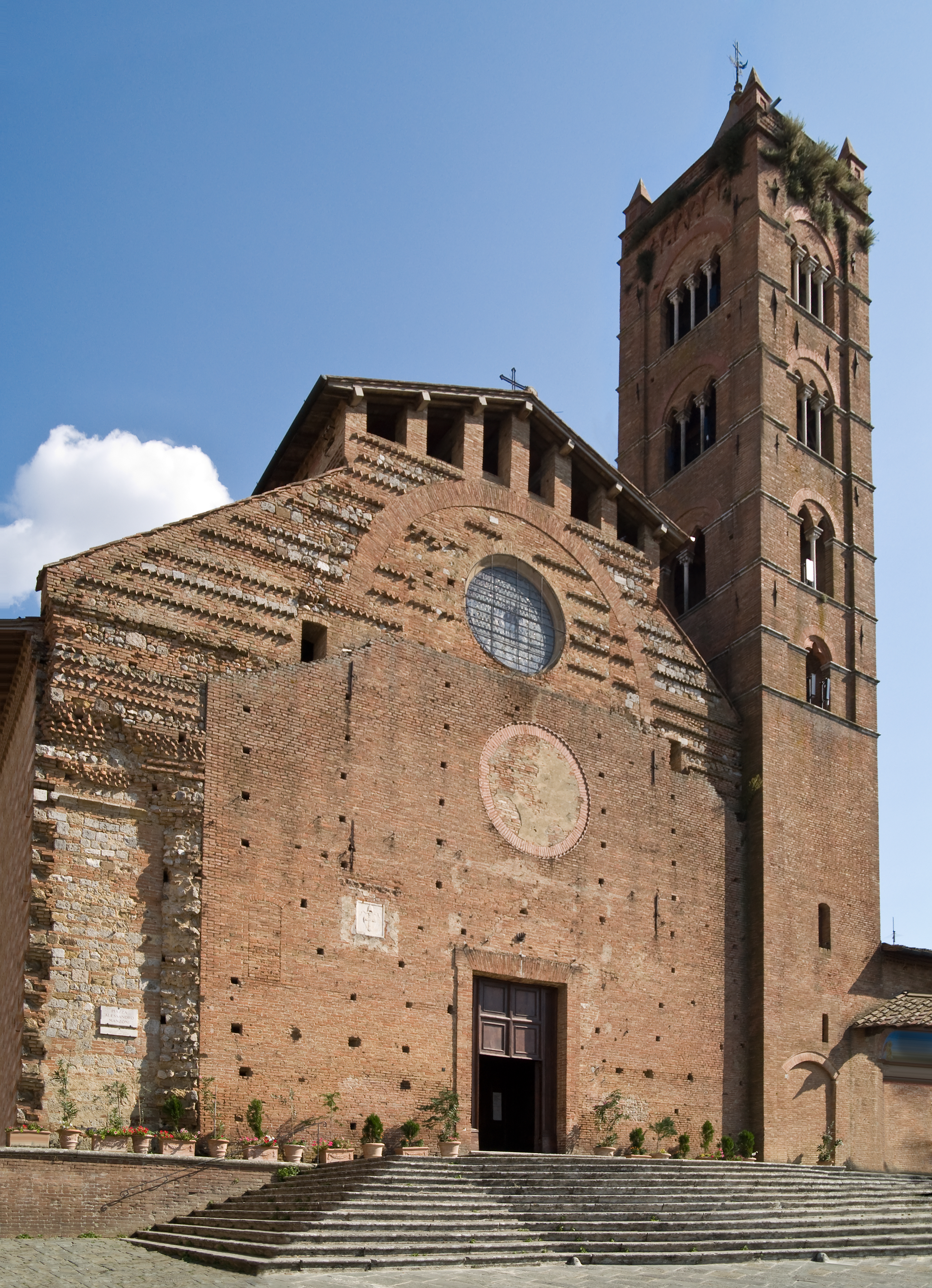
Basílica de Santa María dei Servi, en Siena

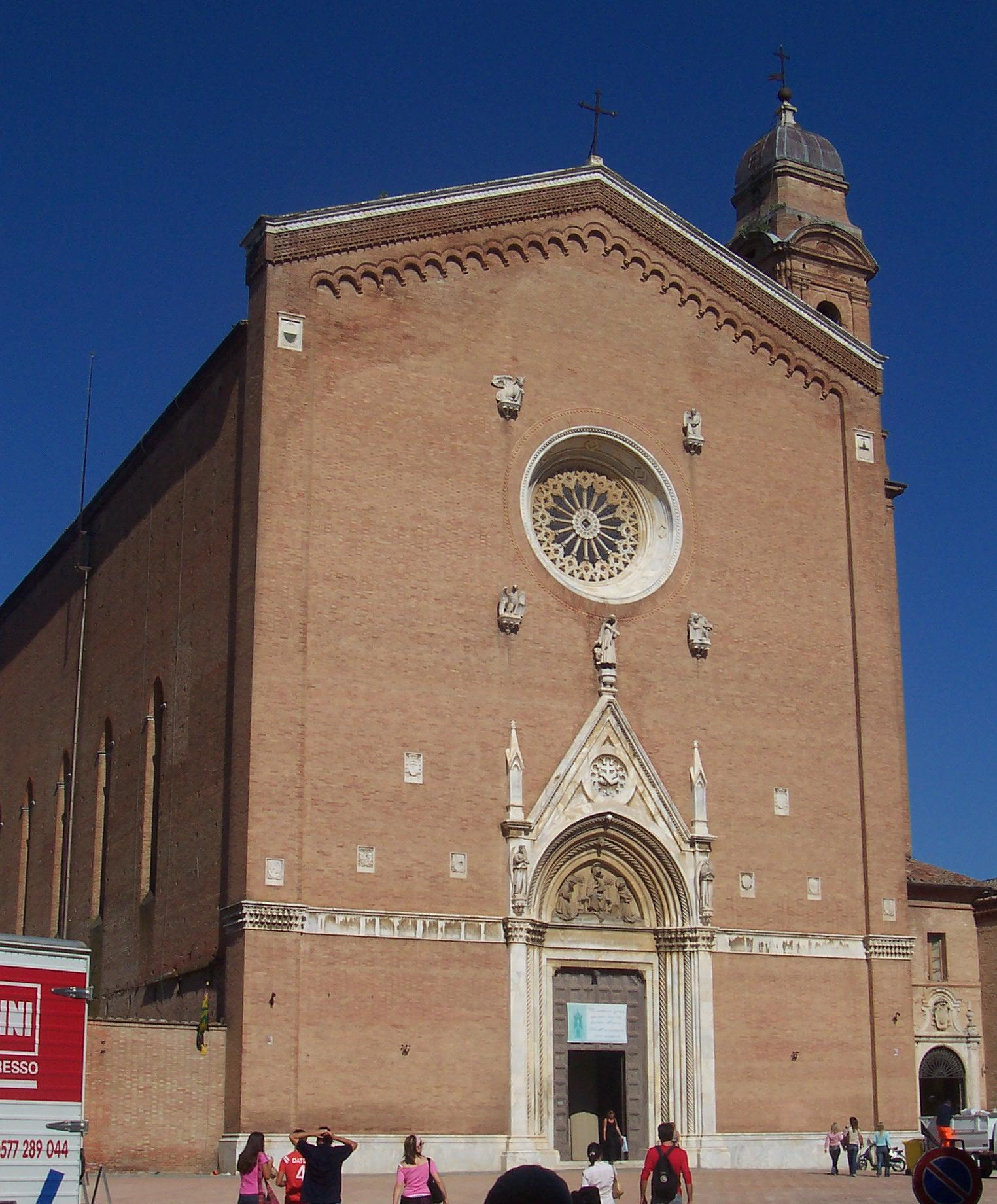
Basílica de San Francisco, en Siena

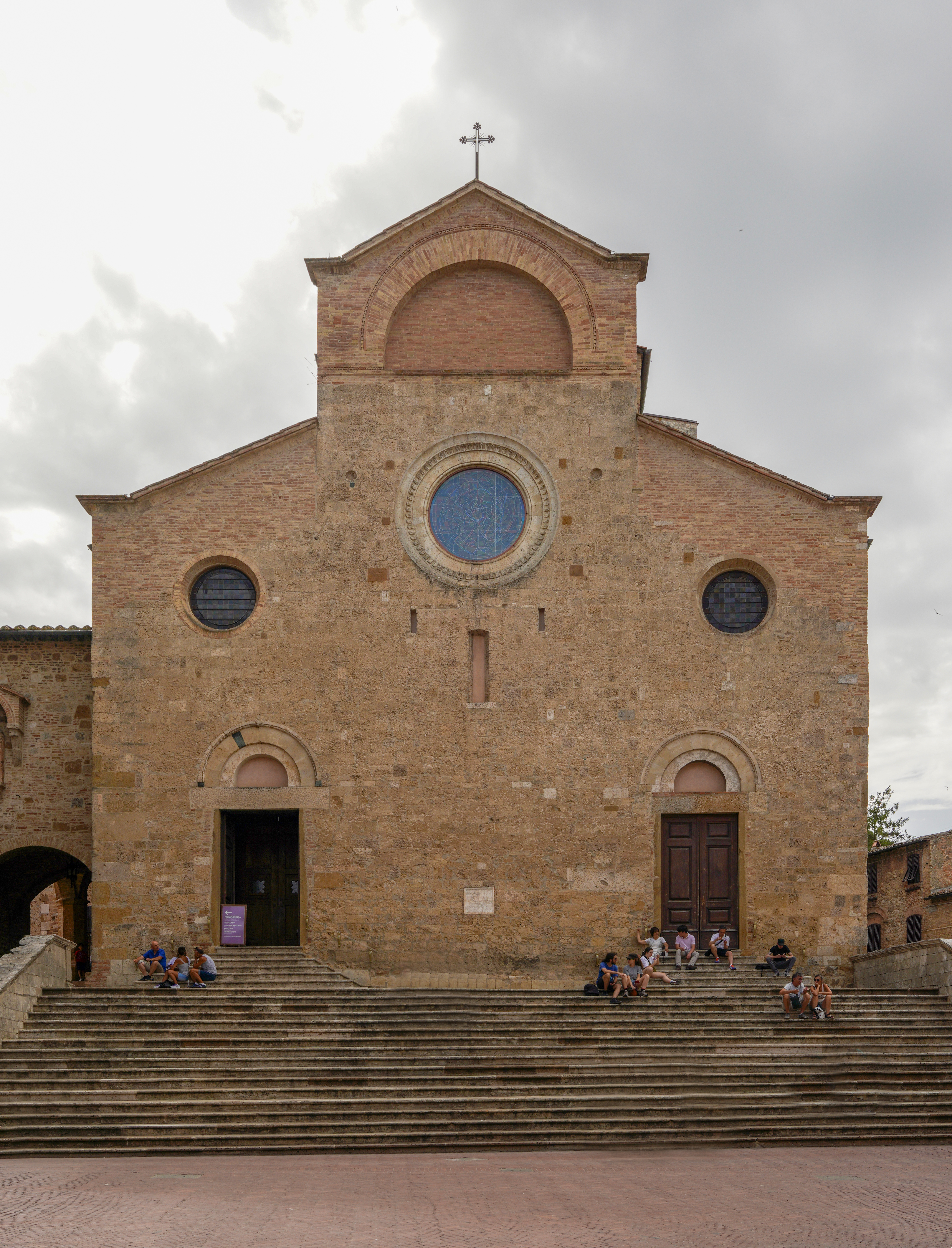
Basílica colegiata de Santa María Asunta, en San Gimignano

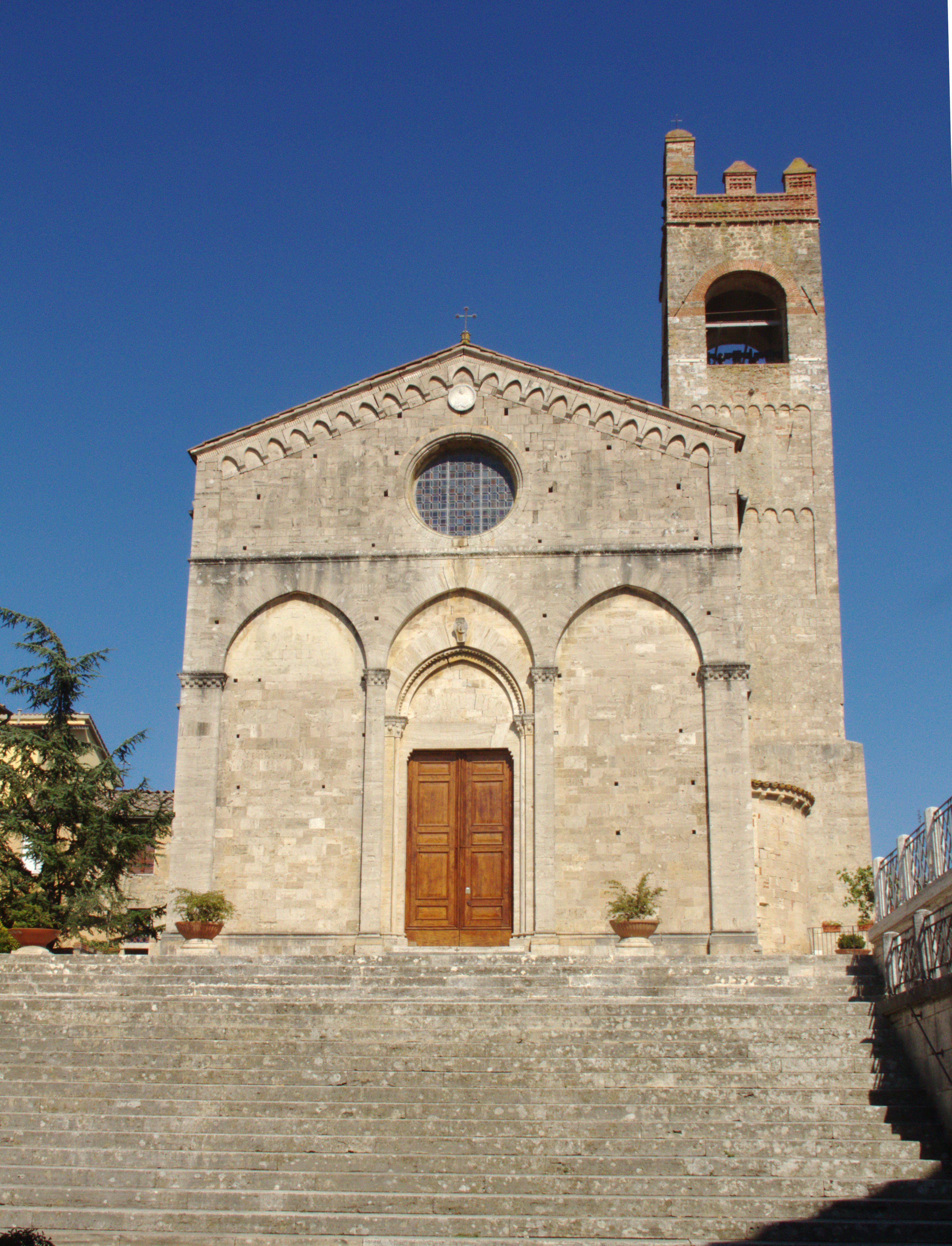
Basílica de Santa Águeda, en Asciano

## Historia
La arquidiócesis actual es el resultado de la "plena unión", establecida en 1986, de tres antiguas sedes episcopales: la arquidiócesis de Siena, que según la tradición se remonta al siglo IV, la diócesis de Montalcino, erigida en 1462, y la diócesis de Colle di Val d'Elsa, establecida en 1592.

### La sede de Siena
Según la tradición, el cristianismo fue introducido en Siena a principios del siglo IV por el joven romano Ansanus Anicius, martirizado por la fe en Arbia en el año 303 y que se convirtió en el principal patrono de la diócesis. Un monasterio y una iglesia dedicados a san Ansano están documentados en el siglo VII.
La historia de la diócesis durante los primeros siglos carece de suficiente documentación fiable. La tradición atestiguada por los estudiosos modernos sitúa a Luciferio (o Lucifero) como el primer obispo de Siena en el año 306. Después de Luciferio, parece que Floriano fue un obispo de Siena que, según Optato, habló en el Sínodo de Roma en el año 313. Se recuerda luego a Eusebio, el primer obispo del que hay referencias historiográficas explícitas, que participó en el sínodo romano del año 465; Mauro, presente en el Concilio de Letrán de 649 y en el que llegó a un compromiso con el obispo de Arezzo sobre la disputada posesión de dieciocho pieves situadas en territorio sienés; y Vitaliano, quien en el Sínodo romano de 680 firmó la carta sinodal al emperador bizantino Constantino IV.
La disputa con la Iglesia de Arezzo sobre la jurisdicción territorial perturbó la historia del episcopado sienés durante casi cinco siglos. El compromiso sobre las parroquias en disputa fue ignorado repetidamente por ambas partes y se produjeron largas disputas con fortunas alternas, que incluso degeneraron en actos de abuso. La cuestión, al menos jurídicamente, quedó concluida en 1125, cuando el papa Honorio II impuso silencio perpetuo sobre la disputa, asignando definitivamente los territorios a Arezzo. Ya en época lombarda y luego carolingia se tienen noticias de las primeras fundaciones monásticas en el territorio de la diócesis, generalmente vinculadas al patrocinio de familias aristocráticas locales. Se fundó el monasterio benedictino de San Eugenio (730) y, todavía a poca distancia de Siena, el monasterio femenino de Sant'Abbondio (llamado Santa Bonda, fundado en 801) bajo la jurisdicción directa del obispo. La autoridad episcopal en la ciudad y en el territorio, ya fuerte en el período de los gastaldos lombardos, fue reforzada por los condes francos.
Con el colapso del Imperio carolingio, el obispo siguió siendo la única autoridad indiscutible. El conde imperial regresó a Siena sólo con Otón I y su reinado duró poco. El obispo ejercía el poder con un consejo de cónsules nobles y convocando a la población ante la Iglesia para aprobar las propuestas.
Ya a principios del siglo XI el cabildo catedralicio había adquirido gran importancia: los canónigos estaban obligados a vivir una vida común, oficiaban la liturgia en la catedral y habían dado vida a una Schola canónica, de la que más tarde se originó la antigua Universidad de Siena. El docto san Bruno, más tarde obispo de Segni, fue también canónigo de la Catedral de Siena. Los canónigos sieneses fundaron también en la zona frente a la catedral el gran Hospital de Santa Maria della Scala, para peregrinos enfermos y abandonados, confiando su cuidado a una congregación de laicos, los Frailes Hospitalarios, pero reservando la aprobación del rector y la supervisión de la administración. Hasta finales del siglo XIV el capítulo tenía el derecho de elegir al obispo. En Siena fue elegido el legítimo papa Nicolás II frente al antipapa Benedicto X (1058), signo de que la Iglesia sienesa estaba en sintonía con el nuevo movimiento reformista gregoriano.
El obispo de Siena obtuvo (hacia 1055) el privilegio de ejercer derechos feudales sobre un amplio territorio entre el Arbia y el Merse, llamado precisamente feudo episcopal de Murlo, sobre el que el señorío del episcopado sienés duró más de siete siglos, en la práctica hasta la supresión de los privilegios feudales bajo Pietro Leopoldo (1786), gran duque de Toscana. En el siglo XI los grandes señores feudales del territorio aprovecharon el desorden político y religioso provocado por la lucha entre el papado y el Imperio (cuando Gregorio VII se enfrentó a Enrique IV, la Iglesia sienesa fue gobernada por el obispo Ridolfo, 1072-1084) para expandir sus dominios. Pero ya estaba en marcha el movimiento por la unificación de la vida municipal; y bajo la guía del obispo y de los cónsules se limitó el poder de los grandes señores feudales del territorio.
En 1159 fue elegido papa el jurista sienés Rolando Bandinelli, que tomó el nombre de Alejandro III. En las tensiones surgidas entre el papa Alejandro y el emperador alemán Federico I Barbarroja, el obispo de Siena, el activo y celoso Ranieri (1129-1167), fue un ferviente partidario de la línea papal respecto a las reivindicaciones imperiales. Bajo su episcopado sucedió que los cónsules de Siena, presionados por el vicario imperial, encarcelaron a algunos eclesiásticos. El obispo Rainieri excomulgó a los cónsules y puso la ciudad y el campo bajo entredicho. El clero permaneció fiel al papa conciudadano, pero el obispo se vio obligado a huir de Siena sin regresar (murió en 1170).
De esta época se remonta la dedicación de la nueva catedral. La Siena gibelina recibió el reconocimiento imperial entre las ciudades libres (1186); libre elección de cónsules (que la ciudad ya venía eligiendo desde hacía varias décadas), libertad para acuñar moneda y soberanía de gobierno sobre todo el territorio anexionado a ella. El reconocimiento se completó con la institución del podestá (1199). El movimiento de unificación comunal se vio obstaculizado por continuas guerras entre Siena y Florencia, guerras que ni los obispos Buono (1189-1215) y Buonfiglio (1216-1252), ni la predicación de paz de las nuevas órdenes de dominicos, franciscanos y siervos de María calmaron, hasta que Siena logró derrotar a su rival güelfo (1260) y dominar la Toscana durante un decenio, después de haberse dado una sabia constitución civil (1262). Los grandes comerciantes y banqueros güelfos consiguieron apoderarse del gobierno que ellos, los Nueve, mantuvieron con sabiduría y energía y sin trastornos notables durante un largo período (1292-1355).
Los siglos siglo XIII y siglo XIV marcan un auténtico florecimiento de santidad en la Iglesia de Siena, con personajes protagonistas de la historia de la Iglesia, místicos y agentes de caridad, doctos teólogos, sabios pastores y fervientes laicos. La experiencia del beato Andrea Gallerani (hacia 1200-1251), fundador de la Casa de la Misericordia (hacia 1240), se amplió con la Compañía de los Disciplinados bajo las bóvedas del Hospital (1295), que continuó durante mucho tiempo la antigua caridad bajo el nombre de Sociedad de Ejecutores de pías disposiciones. San Bernardo Tolomei (1272-1348) fundó la Congregación de los Monjes Benedictinos Olivetanos en 1319. Surgieron las cartujas de Maggiano, Pontignano y Belriguardo. El municipio quiso proyectar una catedral nueva y más grande: el obispo Donusdeo Malavolti (1313-1351) bendijo (1339) la primera piedra, pero el ambicioso proyecto quedó inacabado y hoy sus imponentes restos se pueden ver en el lado derecho de la catedral. Siena estaba poblada de iglesias, conventos y hospitales adornados con notables obras de arte. Tres años después de la peste de 1348, el mismo obispo Donusdeo benefició con su testamento (1351) a 20 parroquias, 34 conventos, 2 abadías, 13 hospitales. En el siglo XIV la ermita agustiniana de Lecceto se convirtió en un centro de espiritualidad y cuna de la reforma de la orden agustina. El beato Giovanni Colombini fundó la Orden de los Jesuatos en Siena circa 1360, pero en este período nació, vivió y trabajó sobre todo santa Catalina (1347-1380), de la familia Benincasa, hoy venerada como doctora de la Iglesia (1970), copatrona de Italia (1939) y copatrona de Europa (1999). Nacido en Massa Marittima en el seno de la familia sienesa Albizzeschi y educado en Siena, san Bernardino (1380-1444) se convirtió en fraile franciscano y fue uno de los predicadores más ilustres de Italia en su época y un reformador de la Orden al abrazar el movimiento de la Observancia. Entre los santos y beatos que vivieron en este período en Siena y en el territorio de la actual diócesis se encuentran también: san Galgano fundador de la homónima abadía, el beato predicador dominico Ambrogio Sansedoni, el beato Antonio da Monticiano, el beato Lucesio (o Lucchese da Poggibonsi) primer terciario franciscano, los protomártires franciscanos santos Pietro y Donnolo, la beata Fina da San Gimignano, el beato Pier Pettinaio, citado por Dante en la Divina Comedia (Purg. XIII, 125-129), el beato Alberto da Chiatina, arcipreste de Colle di Val d'Elsa, y el beato eremita carmelita Franco da Grotti.
Durante estos siglos la Universidad de Siena fue elevada por el emperador Carlos IV (1357) a universidad general, teniendo el obispo el poder de otorgar títulos. También tuvo lugar en Siena el inacabado Concilio Ecuménico de 1423.
El episcopado de Enea Silvio Piccolomini (1450-1458) fue decisivo para la historia de la Iglesia de Siena. Fue elevado al trono pontificio con el nombre de Pío II y elevó la sede de Siena al rango de arquidiócesis y sede metropolitana el 23 de abril de 1459 mediante la bula Triumphans Pastor. La bula preveía también que las diócesis de Chiusi, Grosseto y Sovana, que hasta entonces, como Siena, pertenecían a la provincia eclesiástica romana, fueran asignadas como sufragáneas de la arquidiócesis de Siena, además de la diócesis de Massa Marittima y Populonia, que era sufragánea de Pisa.
Hasta finales del siglo XVI todos los arzobispos de Siena fueron nombrados entre los miembros de la noble familia Piccolomini. Entre ellos destacan el cardenal Francesco Todeschini Piccolomini (1460-1501), elegido posteriormente papa con el nombre de Pío III, y Francesco Bandini Piccolomini, defensor del catolicismo contra los protestantes (1529-1588), a pesar de casos esporádicos de deserción incluida la apostasía de Bernardino Ochino.
El Concilio de Trento extendió también su fervor reformista a Siena, especialmente a través del apostolado de las recién fundadas órdenes de los capuchinos y los jesuitas, que se establecieron en Siena en 1536 y 1555 respectivamente. Un exponente del renovado celo pastoral de la Contrarreforma fue el arzobispo cardenal Francesco Maria Tarugi (1597-1607), oratoriano y antiguo discípulo de san Felipe Neri en Roma, que celebró un sínodo provincial en Siena (1599) y una detallada visita pastoral. El clima espiritual post-Trento tuvo también importantes implicaciones en la reorganización de las antiguas cofradías laicas y comunidades religiosas y en el nacimiento de otras nuevas. Los dramáticos años de la caída de la República de Siena (1555) habían dado paso a un renovado fervor religioso, el orgullo cívico y el nunca adormecido espíritu de independencia sienés habían encontrado una nueva razón de ser en el culto a la Virgen de Provenzano, custodiada y venerada en la nueva Insigne Collegiata, cuya construcción comenzó en 1594 y se abrió al culto con una solemne dedicación del arzobispo Camillo Borghesi el 16 de octubre de 1611. Con la devoción a la Virgen de Provenzano, también comenzó la tradición de la carrera del Palio de Siena "alla tonda" en la Piazza del Campo, tal como se la conoce hoy. También en la segunda mitad del siglo XVI surge la figura de Matteo Guerra (1538-1601), vinculado también a la experiencia del Oratorio romano de Felipe Neri, y fundador en Siena de una congregación, llamada "de los Sagrados Clavos", de carácter mixto laico y clerical, en todos los aspectos similar al espíritu oratoriano. La congregación tenía su sede en la iglesia de San Giorgio in Pantaneto y fue también de extrema importancia para la formación del clero, al menos hasta su supresión (1666) y el traslado de sus bienes al seminario arzobispal.
El seminario, en aplicación de los cánones de Trento, fue erigido por primera vez como institución diocesana, bajo el control directo del arzobispo, en 1614, por el cardenal arzobispo Metello Bichi (1612-1615). Tuvo su primera sede en la iglesia de San Desiderio, cerca del ábside de la catedral. Con el arzobispo Ascanio II Piccolomini el seminario arzobispal de Siena fue trasladado en 1666 a la iglesia de San Giorgio, que era sede de la Congregación de los Santos Clavos. Fortalecido por la generosidad del papa sienés Alejandro VII (1655-1667), atrajo a jóvenes de todas partes de la Toscana, casi en competencia con el Convitto Tolomei dirigido por los jesuitas, que fueron sustituidos después de la supresión (1774) por los Scolopi.
El 14 de agosto de 1730 tuvo lugar en la basílica de San Francisco el robo sacrílego de 351 hostias consagradas, que fueron encontradas posteriormente el 17 de agosto en la colegiata de Santa María en Provenzano. Las 223 hostias recuperadas se conservan todavía milagrosamente incorruptas en la basílica de San Francisco y son conocidas como el Milagro Eucarístico de Siena.
Las controversias sobre el jansenismo apenas afectaron a la diócesis. Pero cuando el gran duque Pedro Leopoldo pretendió llevar a cabo sus reformas religiosas, el arzobispo Tiberio Borghesi, tras la supresión gran ducal de las compañías laicas y la reorganización de las parroquias de la ciudad (1783-1786), defendió firmemente los derechos de la doctrina y de la disciplina eclesiástica.
Las órdenes religiosas suprimidas por los franceses (1808-1809) regresaron después de la Restauración. Durante la Unificación italiana fue arzobispo Giuseppe Mancini (1824-1855), hombre de gran cultura y caridad pastoral. Bajo su episcopado el seminario arzobispal fue trasladado al complejo conventual de San Francisco. A esto siguieron los años turbulentos de la caída del gran ducado de Toscana y su anexión al Reino de Italia, con la enésima supresión de las órdenes religiosas y la confiscación de la mayor parte de sus bienes por parte del Estado post-unificación. En 1914, por obra del arzobispo Prospero Scaccia, el seminario obtuvo la facultad de otorgar grados en teología, que mantuvo hasta la reforma de Pío XI en 1931. La Universidad de Siena, de hecho, había suprimido la facultad de teología en 1860. En 1920, siempre durante el episcopado de Scaccia, el papa Benedicto XV beatificó a la sienesa Anna Maria Taigi (1769-1837), terciaria trinitaria, nacida en Siena y trasladada sucesivamente a Roma, donde fue esposa y madre ejemplar, fervorosa en la oración y celosa en la caridad.
Durante los dramáticos años de la Segunda Guerra Mundial, el destino de la arquidiócesis fue gobernado por el bresciano Mario Toccabelli (1935-1961), que contribuyó significativamente, a través de contactos con las fuerzas beligerantes, a salvar Siena del flagelo de los bombardeos y la destrucción. El 18 de junio de 1944 renovó solemnemente el acto de donación de la ciudad a la Virgen. En 1954 el seminario arzobispal de Siena fue erigido por el papa Pío XII en seminario pontificio regional, manteniendo su sede en San Francisco.
En la segunda mitad del siglo XX la arquidiócesis obtuvo dos importantes ampliaciones territoriales: en julio de 1954 los dos vicariatos de Chiusdino y Monticiano, separados de la diócesis de Volterra, fueron agregados a la arquidiócesis, mientras que durante la década de 1970, en el lado noreste, el territorio de Asciano fue transferido de la diócesis de Arezzo a la de Siena en 1975 y las parroquias a orillas del Arbia vinculadas al culto de san Ansano: Dofana y Montaperti, en 1978.
El 6 de junio de 1961, Mario Jsmaele Castellano, exfraile dominico, obispo de Volterra y luego asistente eclesiástico de la Acción Católica, fue nombrado arzobispo de Siena. Castellano participó activamente en el Concilio Vaticano II, fundó y promovió la Asociación Internacional de Caterinati y recibió al papa Juan Pablo II en su primera visita a Siena en 1980. Durante su episcopado fue beatificada la monja sienesa Savina Petrilli, fundadora de la Congregación de las Hermanas de los Pobres de Santa Catalina de Siena. En 1975 fue nombrado también obispo de Colle di Val d'Elsa y en 1978 obispo de Montalcino.
Tres prelados de la Iglesia de Siena han sido elevados al trono papal: Eugenio IV, Pío II y Pío III. También fueron originarios de Siena y su territorio los siguientes papas: san Juan I, san Gregorio VII, Alejandro III, Marcelo II, Paulo V y Alejandro VII.

### Sede de Montalcino
La fe cristiana llegó a la zona de Montalcino en los primeros siglos. En la zona que se encontraba en el límite entre los antiguos episcopados de Arezzo y Chiusi había varias iglesias pieves (es decir, con baptisterio), ampliamente documentadas en época lombarda y carolingia. En la zona del actual asentamiento urbano se construyó en el siglo XI la iglesia parroquial del Santissimo Salvatore, iglesia principal de la ciudad que luego se convertiría en la futura catedral de la diócesis.
Centro de la vida cristiana, así como de la vida política, económica y cultural de toda la zona, surgió a mediados del siglo VIII con la fundación de la abadía de San Antimo, a pocos kilómetros al sur de Montalcino, en el territorio de la diócesis de Chiusi, que desde entonces fue sede de una importante presencia monástica benedictina. En el año 814 el castillo de Montalcino fue donado por el emperador Ludovico Pío a los abades de San Antimo, con derecho de jurisdicción tanto espiritual como temporal. El dominio de la abadía sobre Montalcino terminó en el siglo XIII, cuando el castillo pasó a estar bajo el dominio de la República de Siena. Sin embargo, la jurisdicción canónica continuó, confirmada por los papas a partir de Anastasio IV mediante la bula Cum omnibus de 1153.
La diócesis de Montalcino fue erigida el 13 de agosto de 1462 mediante la bula Pro excellenti del papa Pío II, tomando su territorio de las diócesis de Arezzo (11 parroquias), Grosseto (6 parroquias) y Chiusi (6 parroquias). La antigua iglesia parroquial románica de los SS. Salvatore fue elevada al rango de catedral. Originalmente Montalcino estaba unida aeque principaliter a la diócesis de Pienza e inmediatamente sujeta a la Santa Sede. El primer obispo de Pienza y Montalcino fue el noble sienés Giovanni Cinughi de' Pazzi (1462-1470).
El 20 de noviembre de 1528, Girolamo II Piccolomini, hijo de Bonsignore, obtuvo del papa Clemente VII la división temporal de las dos sedes. Esta primera división duró hasta 1535. La unión entre Montalcino y Pienza fue revocada una segunda vez entre 1554 y 1563. El 23 de mayo de 1594, con la bula Ad exequendum, el papa Clemente VIII dividió definitivamente Montalcino de Pienza, con efecto a partir del fin del episcopado del entonces obispo en funciones Francesco Maria Piccolomini , que concluyó con su muerte en 1599.
Con ocasión de la división temporal de 1528, las tierras y los bienes de la ahora decaída abadía fueron asignados a la diócesis de Montalcino, y desde entonces el título de "abad de San Antimo" pasó también al obispo.
El 15 de junio de 1772, con la aprobación del papa Clemente XIV, Montalcino se amplió ulteriormente con la adquisición de seis parroquias de la diócesis de Chiusi y ocho parroquias de la de Pienza.
La fundación del seminario diocesano en las instalaciones del antiguo convento de Sant'Agostino se debe a Giuseppe Bernardino Pecci (1774-1809), exabad general olivetano.
En 1817, bajo el episcopado de Giacinto Pippi, se decidió demoler la antigua catedral, que ya era inadecuada y estaba en mal estado; la nueva catedral que mantuvo el título de SS. Salvatore, de estilo neoclásico, obra del arquitecto sienés Agostino Fantastici, fue abierta al culto y solemnemente consagrada en 1832 por el obispo Giovanni Bindi Sergardi.
El último obispo de Montalcino fue el pistoiano Ireneo Chelucci (1938-1970), que gobernó la diócesis durante mucho tiempo, a través de los dramáticos años de la Segunda Guerra Mundial y participó como Padre Conciliar en los trabajos del Concilio Vaticano II.
En vísperas de la unión con Siena y Colle di Val d'Elsa, la diócesis de Montalcino incluía 24 parroquias en las comunas de Montalcino (7), Castiglione d'Orcia (4), San Quirico d'Orcia (2), Arcidosso (3), Castel del Piano (3), Cinigiano (3) y Seggiano (2).

### Sede de Colle di Val d'Elsa
Según la tradición, el cristianismo fue llevado a la zona de Colle di Val d'Elsa por san Marcial, discípulo del apóstol san Pedro, durante su viaje a la Galia, donde más tarde fundó la Iglesia de Limoges. El antiguo castillo de Colle y sus dependencias se encontraban ab antiquo bajo la diócesis de Volterra.
La abadía de San Salvatore a Spugna, que se encontraba a las puertas del castillo de Colle, jugó un papel importante en la estructuración eclesiástica del territorio, administrándolo con jurisdicción civil y canónica al menos hasta el siglo XII, cuando comenzó a surgir la figura del arcipreste de la Pieve ad Elsa (originalmente ubicada en la zona de la actual Gracciano dell'Elsa), cuyos derechos y prerrogativas fueron transferidos bajo el arciprestazgo del beato Alberto da Chiatina a la iglesia de SS. Salvatore, dentro de los muros del castillo, que se convirtió así en la iglesia principal de toda la zona de Colligiano. Las disputas entre los arciprestes de Colle y los obispos de Volterra no eran raras. Los arciprestes reclamaron su autoridad e independencia de la Iglesia de Volterra en virtud de las bulas de Pascual II, Gelasio II y Adriano IV. En 1386 el papa Urbano VI, para poner fin a la disputa, dio al abad de San Galgano el mandato de resolver la cuestión: no se conoce el resultado, pero en la bula de erección de la diócesis, la colegiata de Colle fue descrita como nullius dioecesis.
La diócesis de Colle di Val d'Elsa fue erigida el 5 de junio de 1592 mediante la bula Cum super universas del papa Clemente VIII, tomando su territorio de las arquidiócesis de Florencia y Siena, de la diócesis de Fiesole y sobre todo de la diócesis de Volterra. Desde su fundación, la diócesis fue sufragánea de Florencia. El primer obispo de Colle fue Usimbardo Usimbardi (1592-1612), noble de Colle, antiguo canónigo de la Catedral de Santa María del Fiore en Florencia y hombre de confianza del gran duque Fernando I de Médici. Con Usimbardo se iniciaron los trabajos de demolición de la antigua iglesia parroquial y colegiata del Santissimo Salvatore y de construcción de la nueva Catedral de los Santos Alberto y Marcial.
Al obispo Cosimo della Gherardesca se le debe la fundación del seminario episcopal en la actual Piazza del Duomo y la construcción del palacio episcopal en 1618, además del anuncio de diversas visitas pastorales, en cumplimiento de las decisiones del Concilio de Trento.
El 18 de septiembre de 1782, el papa Pío VI transfirió también la Colegiata de San Gimignano, con su territorio anexo, del territorio de la diócesis de Volterra al de Colle.
El último obispo de Colle, el florentino Francesco Niccoli (1932-1965), compró en 1937 a la Orden de los Frailes Menores Conventuales el antiguo convento de San Francisco, a las afueras de los muros de Colle, con la intención de trasladar allí el seminario episcopal, inaugurado en 1940. Niccoli, aunque anciano y enfermo, estuvo presente en casi todas las sesiones del Concilio Vaticano II.
En vísperas de la unión con Siena y Montalcino, la diócesis de Colle di Val d'Elsa incluía 63 parroquias en las comunas de Casole d'Elsa (4), Castellina in Chianti (6), Colle di Val d'Elsa (15), Monteriggioni (3), Poggibonsi (14), Radda in Chianti , San Gimignano (16) y Sovicille (4).

### Sedes unidas
A partir de 1965 quedó vacante la diócesis de Colle di Val d'Elsa y desde 1970 también la sede de Montalcino: en ambos casos fue nombrado administrador apostólico el arzobispo de Siena Mario Jsmaele Castellano. Para Colle di Val d'Elsa, Castellano fue asistido por los obispos auxiliares Angelo Fausto Vallainc, de 1970 a 1975, y por Fernando Charrier, de 1984 a 1989. Castellano fue nombrado obispo de Colle di Val d'Elsa el 7 de octubre de 1975 y de Montalcino el 19 de enero de 1978, uniendo así in persona episcopi las tres sedes de Siena, Colle y Montalcino.
Para el gobierno de Montalcino, Castellano también fue asistido por el obispo auxiliar Alessandro Staccioli, quien residió allí de 1975 a 1985.
El 30 de septiembre de 1986, mediante el decreto Instantibus votis de la Congregación para los Obispos, se constituyó la plena unión de las tres diócesis y el nuevo distrito eclesiástico asumió su nombre actual.
Del 28 de mayo al 5 de junio de 1994 la arquidiócesis fue sede del XXII Congreso Eucarístico Nacional, en el que intervino como legado papal el cardenal Giacomo Biffi. En 1996 recibió por segunda vez al papa Juan Pablo II en visita pastoral.
Desde el 21 de julio de 2022 está unida in persona episcopi a la diócesis de Montepulciano-Chiusi-Pienza.

## Estadísticas
Según el Anuario Pontificio 2023 la arquidiócesis tenía a fines de 2022 un total de 175 300 fieles bautizados.
| Año                                                                             | Población            | Población | Población      | Sacerdotes | Sacerdotes    | Sacerdotes    | Bautizados por sacerdote | Diáconos permanentes | Religiosos | Religiosos | Parroquias |
| Año                                                                             | Bautizados católicos | Total     | % de católicos | Total      | Clero secular | Clero regular | Bautizados por sacerdote | Diáconos permanentes | Varones    | Mujeres    | Parroquias |
| ------------------------------------------------------------------------------- | -------------------- | --------- | -------------- | ---------- | ------------- | ------------- | ------------------------ | -------------------- | ---------- | ---------- | ---------- |
| Arquidiócesis de Siena                                                          |                      |           |                |            |               |               |                          |                      |            |            |            |
| 1950                                                                            | 81 940               | 82 000    | 99.9           | 224        | 149           | 75            | 365                      |                      | 125        | 520        | 110        |
| 1969                                                                            | 100 000              | 100 000   | 100.0          | 185        | 115           | 70            | 540                      |                      | 85         | 638        | 121        |
| 1980                                                                            | 99 950               | 108 000   | 92.5           | 154        | 119           | 35            | 649                      |                      | 39         | 450        | 128        |
| Diócesis de Montalcino                                                          |                      |           |                |            |               |               |                          |                      |            |            |            |
| 1950                                                                            | 39 980               | 40 000    | 100.0          | 45         | 41            | 4             | 888                      |                      | 5          | 45         | 37         |
| 1969                                                                            | 25 764               | 25 787    | 99.9           | ?          | ?             | 5             | ?                        |                      | 5          | 66         | 30         |
| 1980                                                                            | 24 581               | 24 735    | 99.4           | 38         | 33            | 5             | 646                      |                      | 8          | 37         | 39         |
| Diócesis de Colle di Val d'Elsa                                                 |                      |           |                |            |               |               |                          |                      |            |            |            |
| 1950                                                                            | 45 000               | 45 000    | 100.0          | 90         | 79            | 11            | 500                      |                      | 14         | 98         | 73         |
| 1969                                                                            | 53 900               | 54 000    | 99.8           | ?          | ?             | 11            | ?                        |                      | 14         | 102        | 74         |
| 1980                                                                            | 60 100               | 60 500    | 99.3           | 57         | 46            | 11            | 1054                     | 1                    | 15         | 70         | 75         |
| Arquidiócesis de Siena-Colle di Val d'Elsa-Montalcino                           |                      |           |                |            |               |               |                          |                      |            |            |            |
| 1990                                                                            | 186 000              | 188 450   | 98.7           | 243        | 173           | 70            | 765                      |                      | 72         | 537        | 186        |
| 1999                                                                            | 170 000              | 177 800   | 95.6           | 163        | 129           | 34            | 1042                     | 3                    | 37         | 302        | 145        |
| 2000                                                                            | 170 000              | 170 800   | 99.5           | 167        | 133           | 34            | 1017                     | 3                    | 36         | 330        | 145        |
| 2001                                                                            | 170 000              | 170 800   | 99.5           | 166        | 132           | 34            | 1024                     | 4                    | 36         | 330        | 145        |
| 2002                                                                            | 175 000              | 179 500   | 97.5           | 179        | 128           | 51            | 977                      | 7                    | 58         | 319        | 145        |
| 2003                                                                            | 174 950              | 179 400   | 97.5           | 174        | 121           | 53            | 1005                     | 7                    | 57         | 312        | 141        |
| 2004                                                                            | 175 010              | 179 490   | 97.5           | 171        | 122           | 49            | 1023                     | 7                    | 54         | 305        | 141        |
| 2010                                                                            | 178 098              | 185 751   | 95.9           | 150        | 108           | 42            | 1187                     | 9                    | 48         | 278        | 178        |
| 2014                                                                            | 180 700              | 188 900   | 95.7           | 143        | 102           | 41            | 1263                     | 7                    | 49         | 210        | 156        |
| 2017                                                                            | 164 838              | 183 154   | 90.0           | 122        | 78            | 44            | 1351                     | 9                    | 48         | 199        | 156        |
| 2020                                                                            | 177 460              | 197 180   | 90.0           | 112        | 73            | 39            | 1584                     | 9                    | 42         | 163        | 139        |
| 2022                                                                            | 175 300              | 194 800   | 90.0           | 101        | 66            | 35            | 1735                     | 7                    | 37         | 138        | 139        |
| Fuente: Catholic-Hierarchy, que a su vez toma los datos del Anuario Pontificio. |                      |           |                |            |               |               |                          |                      |            |            |            |

## Episcopologio

### Sede de Siena
- Lucifero? † (306 circa)
- Floriano? † (mencionado en 313)[nota 2]
- Dodo? † (mencionado en 440)
- Eusebio † (mencionado en 465)
- Magno? † (mencionado en 520)
- Mauro? † (mencionado en 565)[nota 3]
- Aymo? † (mencionado en 597)[nota 4]
- Roberto? † (mencionado en 612)
- Piriteo? † (mencionado en 628)
- Antifredo? † (mencionado en 642)
- Mauro † (mencionado en 649)
- Andrea? † (mencionado en 658)
- Gualterano † (mencionado en 670)
- Gerardo? † (mencionado en 674)
- Vitaliano † (mencionado en 680)
- Lupo? † (689-?)
- Magno † (mencionado en 700)
- Causirio † (mencionado en 722)
- Adeodato † (circa 713/714-circa 730)[10]
- Grosso † (mencionado en 743)
- Peredeo † (mencionado en 754 o en 776)
- Giordano † (mencionado en 761)
- Roberto † (mencionado en 783)
- Giovanni? † (mencionado en 792)
- Gherardo? †
- Andrea † (mencionado en 795)
- Aimone † (795-800)
- Piriteo? † (mencionado en 800)
- Pietro † (mencionado en 826)
- Tommaso? † (mencionado en 830)
- Anastasio † (mencionado en 833)
- Gerardo? † (mencionado en 841)
- Concio o Canzio † (antes de 844-después de 853)
- Gherardo † (mencionado en 855)
- Ambrogio † (mencionado en 864)
- Ansifredo? †
- Lupo † (881-897)
- Ubertino † (mencionado en 900)
- Egidio † (mencionado en 906)
- Teodorico † (mencionado en 913)
- Gerardo † (927-947)
- Vitelliano? †
- Pisano † (mencionado en 963)
- Lucido? †
- Ildebrando † (987-1000)
- Adeodato † (mencionado en 1001)
- Giselberto † (mencionado en 1013)
- Leone † (mencionado en 1027)
- Adelberto? † (mencionado en 1036)
- Giovanni † (1037-1058)
- Antifredo? † (mencionado en 1058)
- Roffredo? † (mencionado en 1059)
- Amadio? † (mencionado en 1062)
- Adalberto † (circa 1065-1072)
- Rodolfo † (1073-1083)
- Gualfredo † (1084/1085-24 de julio de 1127 falleció)[11]
- Ranieri I † (1128-1166)
- Ranieri II † (15 de mayo de 1166-27 de mayo de 1170 falleció)
  - Sede vacante (1170-1176)
- Gunterone † (20 de junio de 1176-13 de diciembre de 1188 falleció)
- Bono † (1189-25 de octubre de 1215 falleció)
- Bonfiglio † (1216-15 de diciembre de 1252 falleció)
- Tommaso Fusconi, O.P. † (13 de diciembre de 1253-1273 falleció)
- Bernardo di Boncio † (2 de junio de 1273-1281 falleció)
- Rainaldo di Uguccione Malavolti † (16 de noviembre de 1282-8 de junio de 1307 falleció)
- Ruggero da Casole, O.P. † (9 de julio de 1307-7 de junio de 1316 falleció)
- Donusdeo Malavolti † (23 de mayo de 1317-diciembre de 1350 falleció)
- Azzolino Malavolti † (22 de octubre de 1351-1 de enero de 1371 falleció)
- Iacopo di Egidio Malavolti † (24 de enero de 1371-8 de noviembre de 1371 falleció)
- Guglielmo, O.F.M. † (24 de noviembre de 1371-2 de octubre de 1377 nombrado obispo de Győr)
- Luca Bertini, C.R.S.A. † (2 de octubre de 1377-4 de octubre de 1384 falleció[12])
- Carlo Minutolo † (1384-1385 renunció)
- Francesco Mormille † (13 de noviembre de 1385-30 de diciembre de 1407 nombrado obispo de Cava de' Tirreni)
- Gabriele Condulmer, C.R.S.A. † (30 de diciembre de 1407-9 de mayo de 1408 renunció, luego electo papa con el nombre de Eugenio IV)
- Antonio Casini † (20 de julio de 1409-24 de mayo de 1426 renunció)[nota 5]
- Carlo Bartali † (12 de septiembre de 1427-septiembre de 1444 falleció)
- Cristoforo di San Marcello † (18 de septiembre de 1444-noviembre de 1444 falleció)
- Neri da Montegarullo † (27 de noviembre de 1444-octubre de 1449 falleció)
- Enea Silvio Piccolomini † (23 de septiembre de 1450-19 de agosto de 1458, electo papa con el nombre de Pío II)
- Antonio Piccolomini, O.S.B. Cam. † (18 de septiembre de 1458-8 de noviembre de 1459 falleció)
- Francesco Todeschini Piccolomini † (6 de febrero de 1460-22 de septiembre de 1503, electo papa con el nombre de Pío III)
- Giovanni Piccolomini † (1503-7 de abril de 1529 renunció)
- Francesco Bandini Piccolomini † (7 de abril de 1529-1588 falleció)
- Ascanio I Piccolomini † (1588 por sucesión-13 de mayo de 1597 falleció)
- Francesco Maria Tarugi, C.O. † (15 de septiembre de 1597-24 de enero de 1607 renunció)
- Camillo Borghesi † (24 de enero de 1607-8 de octubre de 1612 falleció)
- Metello Bichi † (17 de diciembre de 1612-23 de marzo de 1615 renunció)
- Alessandro Petrucci † (23 de marzo de 1615-7 de junio de 1628 falleció)
- Ascanio II Piccolomini † (18 de septiembre de 1628-18 de marzo de 1671 renunció)
- Celio Piccolomini † (18 de marzo de 1671-24 de mayo de 1681 falleció)
- Leonardo Marsili † (26 de enero de 1682-8 de abril de 1713 falleció)
- Alessandro Zondadari † (21 de enero de 1715-2 de enero de 1745 falleció)
  - Sede vacante (1745-1747)
- Alessandro Cervini † (29 de mayo de 1747-13 de noviembre de 1771 falleció)
- Tiberio Borghesi † (1 de junio de 1772-13 de noviembre de 1792 falleció)
- Alfonso Marsili † (3 de diciembre de 1792-27 de diciembre de 1794 falleció)
- Antonio Felice Zondadari † (1 de junio de 1795-13 de abril de 1823 falleció)
- Giuseppe Mancini † (12 de julio de 1824-15 de febrero de 1855 falleció)
- Ferdinando Baldanzi † (28 de septiembre de 1855-7 de marzo de 1866 falleció)
  - Sede vacante (1866-1871)
- Enrico Bindi † (27 de octubre de 1871-1876 falleció)
- Giovanni Pierallini † (29 de septiembre de 1876-1888 falleció)
- Celestino Zini, Sch.P. † (1889-19 de mayo de 1892 falleció)
- Benedetto Tommasi † (11 de junio de 1892-4 de septiembre de 1908 falleció)
- Paolo Maria Barone † (27 de noviembre de 1908-20 de mayo de 1909 falleció)
- Prospero Scaccia † (5 de junio de 1909-29 de septiembre de 1932 falleció)
- Gustavo Matteoni † (29 de septiembre de 1932 por sucesión-17 de noviembre de 1934 falleció)
- Mario Toccabelli † (1 de abril de 1935-14 de abril de 1961 falleció)
- Mario Jsmaele Castellano, O.P. † (6 de junio de 1961-30 de septiembre de 1986 nombrado arzobispo de Siena-Colle di Val d'Elsa-Montalcino)

### Sede de Colle di Val d'Elsa
- Usimbardo Usimbardi † (5 de junio de 1592-1612 falleció)
- Cosimo della Gherardesca † (11 de febrero de 1613-10 de mayo de 1633 nombrado obispo de Fiesole)
- Tommaso Salviati † (21 de agosto de 1634-1 de marzo de 1638 nombrado obispo de Arezzo)
- Roberto Strozzi † (21 de junio de 1638-12 de junio de 1645 nombrado obispo de Fiesole)
- Giovanni Battista Buonaccorsi † (18 de septiembre de 1645-1 de enero de 1681 falleció)
- Pietro Petri, O.S.B.Cam. † (28 de junio de 1681-noviembre de 1703 falleció)
- Domenico Ballati-Nerli, O.S.B.Oliv. † (15 de septiembre de 1704-28 de marzo de 1748 falleció)
- Benedetto Gaetani † (21 de abril de 1749-12 de junio de 1754 falleció)
- Domenico Gaetano Novellucci † (21 de julio de 1755-17 de septiembre de 1757 falleció)
- Bartolomeo Felice Guelfi Camaiani † (22 de noviembre de 1758-6 de agosto de 1772 renunció)
- Ranieri Mancini † (14 de junio de 1773-15 de abril de 1776 nombrado obispo de Fiesole)
- Luigi Buonamici † (15 de abril de 1776-23 de septiembre de 1782 nombrado obispo de Volterra)
- Niccolò Sciarelli † (16 de diciembre de 1782-antes del 26 de enero de 1801 falleció)
- Luigi Raimondo Vecchietti † (antes del 26 de enero de 1801 por sucesión-enero de 1805 falleció)
- Niccolò Laparelli † (23 de septiembre de 1805-23 de marzo de 1807 nombrado obispo de Cortona)
- Marcello Maria Benci † (23 de marzo de 1807-27 de enero de 1810 falleció)
  - Sede vacante (1810-1815)
- Giuseppe Stanislao Gentili di Santa Sofia † (4 de septiembre de 1815-1833 falleció)
- Attilio Fiascaini † (19 de diciembre de 1834-30 de enero de 1843 nombrado obispo de Arezzo)
  - Sede vacante (1843-1847)
- Giuseppe Chiaromanni † (12 de abril de 1847-29 de julio de 1869 falleció)
  - Sede vacante (1869-1871)
- Giovanni Pierallini † (22 de diciembre de 1871-29 de septiembre de 1876 nombrado arzobispo de Siena)
- Marcello Mazzanti † (29 de septiembre de 1876-27 de marzo de 1885 nombrado obispo de Pistoya y Prato)
- Luigi Traversi † (27 de marzo de 1885-agosto de 1891 falleció)
- Alessandro Toti † (14 de diciembre de 1891-12 de marzo de 1903 falleció)
- Massimiliano Novelli † (22 de junio de 1903-15 de enero de 1921 renunció[nota 6])
- Giovanni Andrea Masera † (13 de junio de 1921-18 de febrero de 1926 falleció)
- Ludovico Ferretti, O.P. † (18 de noviembre de 1927-5 de abril de 1930 falleció)
  - Sede vacante (1930-1932)
- Francesco Niccoli † (12 de mayo de 1932-5 de noviembre de 1965 falleció)
  - Sede vacante (1965-1975)[nota 7]
- Mario Jsmaele Castellano, O.P. † (7 de octubre de 1975-30 de septiembre de 1986 nombrado arzobispo de Siena-Colle di Val d'Elsa-Montalcino)

### Sede de Montalcino y Pienza
- Giovanni Cinughi † (7 de octubre de 1462-30 de septiembre de 1470 falleció)
- Tommaso Testa Piccolomini † (26 de octubre de 1470-1482 falleció)
- Agostino Patrizi Piccolomini † (19 de enero de 1484-1495 falleció)
  - Francesco Piccolomini † (31 de octubre de 1495-1498 renunció, luego electo papa con el nombre de Pío III) (administrador apostólico)
- Girolamo Piccolomini I † (14 de marzo de 1498-1510 renunció)
- Girolamo Piccolomini II † (9 de diciembre de 1510-1535 falleció)[nota 8]
- Alessandro Piccolomini † (20 de noviembre de 1528-diciembre de 1553 renunció)[nota 9]
- Francesco Maria Piccolomini † (20 de abril de 1554-1599 falleció)[nota 10]

### Sede de Montalcino
- Camillo Borghesi † (7 de enero de 1600-24 de enero de 1607 nombrado arzobispo de Siena)
- Mario Cossa † (2 de abril de 1607-1618 falleció)
- Ippolito Borghese, O.S.B.Oliv. † (26 de marzo de 1618-1 de septiembre de 1636 nombrado obispo de Pienza)
- Scipione Tancredi † (2 de marzo de 1637-13 de abril de 1641 falleció)
- Alessandro Sergardi † (21 de octubre de 1641-abril de 1649 falleció)
- Antonio Bichi † (11 de diciembre de 1652-6 de marzo de 1656 nombrado obispo de Osimo)
- Lorenzo Martinozzi, O.S.B. † (16 de octubre de 1656-agosto de 1663 falleció)
- Fabio de' Vecchi † (14 de enero de 1664-1688 renunció)
- Romualdo Tancredi, O.S.B.Oliv. † (9 de agosto de 1688-1694 falleció)
- Giuseppe Maria Borgognini † (28 de noviembre de 1695-noviembre de 1726 falleció)
- Bernardino Ciani, O.S.A. † (30 de julio de 1727-9 de agosto de 1767 falleció)
- Domenico Andrea Vegni † (14 de diciembre de 1767-8 de noviembre de 1773 falleció)
- Giuseppe Bernardino Pecci, O.S.B.Oliv. † (27 de junio de 1774-1809 falleció)
  - Sede vacante (1809-1815)
- Giacinto Pippi † (15 de marzo de 1815-12 de julio de 1824 nombrado obispo de Chiusi y Pienza)
- Giovanni Bindi Sergardi † (20 de diciembre de 1824-18 de noviembre de 1843 falleció)
  - Sede vacante (1843-1850)
- Paolo Bertolozzi † (7 de enero de 1850-27 de enero de 1867 falleció)
  - Sede vacante (1867-1872)
- Raffaele Pucci Sisti † (23 de febrero de 1872-19 de febrero de 1879 falleció)
- Donnino Donnini † (19 de septiembre de 1879-14 de diciembre de 1891 nombrado obispo de Arezzo)
- Amilcare Tonietti † (12 de junio de 1893-25 de septiembre de 1899 renunció[nota 11])
- Iader Bertini † (18 de septiembre de 1899-27 de septiembre de 1908 falleció)
- Alfredo del Tomba † (29 de abril de 1909-10 de julio de 1937 renunció[nota 12])
- Ireneo Chelucci † (22 de julio de 1938-8 de junio de 1970 falleció)
  - Sede vacante (1970-1978)[nota 13]
- Mario Jsmaele Castellano, O.P. † (19 de enero de 1978-30 de septiembre de 1986 nombrado arzobispo de Siena-Colle di Val d'Elsa-Montalcino)

### Sede de Siena-Colle di Val d'Elsa-Montalcino
- Mario Jsmaele Castellano, O.P. † (30 de septiembre de 1986-14 de noviembre de 1989 retirado)
- Gaetano Bonicelli (14 de noviembre de 1989-23 de mayo de 2001 retirado)
- Antonio Buoncristiani (23 de mayo de 2001-6 de mayo de 2019 retirado)
- Augusto Paolo Lojudice, desde el 6 de mayo de 2019

### Para la sede de Siena
- (en italiano) Francesco Lanzoni, Le diocesi d'Italia dalle origini al principio del secolo VII (an. 604), vol. I, Faenza, 1927, pp. 564-567
- (en italiano) Diario Senese, parte II, Siena, 1854, pp. 870–878
- (en italiano) Giuseppe Cappelletti, Le Chiese d'Italia dalla loro origine sino ai nostri giorni, vol. XVII, Venecia, 1862, pp. 365-559
- (en latín) Bula Triumphans Pastor, en Bullarum diplomatum et privilegiorum sanctorum Romanorum pontificum Taurinensis editio, Vol. V, pp. 150-152.
- (en latín) Pius Bonifacius Gams, Series episcoporum Ecclesiae Catholicae, Leipzig, 1931, pp. 781-782
- (en latín) Konrad Eubel, Hierarchia Catholica Medii Aevi, vol. 1, p. 446; vol. 2, pp. XXXVIII, 235; vol. 3, p. 297; vol. 4, p. 312; vol. 5, p. 353; vol. 6, p. 375

### Para la sede de Colle di Val d'Elsa
- (en italiano) Giuseppe Cappelletti, Le Chiese d'Italia dalla loro origine sino ai nostri giorni, vol. XVII, Venecia, 1862, pp. 275-304
- (en latín) Pius Bonifacius Gams, Series episcoporum Ecclesiae Catholicae, Leipzig, 1931, pp. 748-749
- (en latín) Konrad Eubel, Hierarchia Catholica Medii Aevi, vol. 4, p. 156; vol. 5, p. 163; vol. 6, pp. 172-173

### Para la sede de Montalcino
- (en italiano) Giuseppe Cappelletti, Le Chiese d'Italia dalla loro origine sino ai nostri giorni, vol. XVIII, Venecia, 1862, pp. 441-471
- (en italiano) Gaetano Moroni, Dizionario di erudizione storico-ecclesiastica, vol. XLVI, Venecia, 1847, pp. 141-145
- (en latín) Pius Bonifacius Gams, Series episcoporum Ecclesiae Catholicae, Leipzig, 1931, pp. 743-744
- (en latín) Konrad Eubel, Hierarchia Catholica Medii Aevi, vol. 2, p. 216; vol. 3, p. 212; vol. 4, p. 208; vol. 5, p. 227; vol. 6, p. 243